# Atlantique (baliseur)
Pour les articles homonymes, voir Atlantique (homonymie).
Le baliseur océanique Atlantique (anciennement le thonnier Saint Antoine Marie II) est affecté au Service des phares et balises de Saint-Nazaire par la Direction des affaires maritimes.
Il a succédé aux baliseurs Roi Gradlon de Lorient et Charles Babin de Saint-Nazaire, qui dataient respectivement de 1948 et 1949.

## Histoire
Le Saint Antoine Marie II est construit par les chantiers Piriou à Concarneau en 2004. Immatriculé PV 916346, il est utilisé pour la pêche au thon dans la région de Sète.

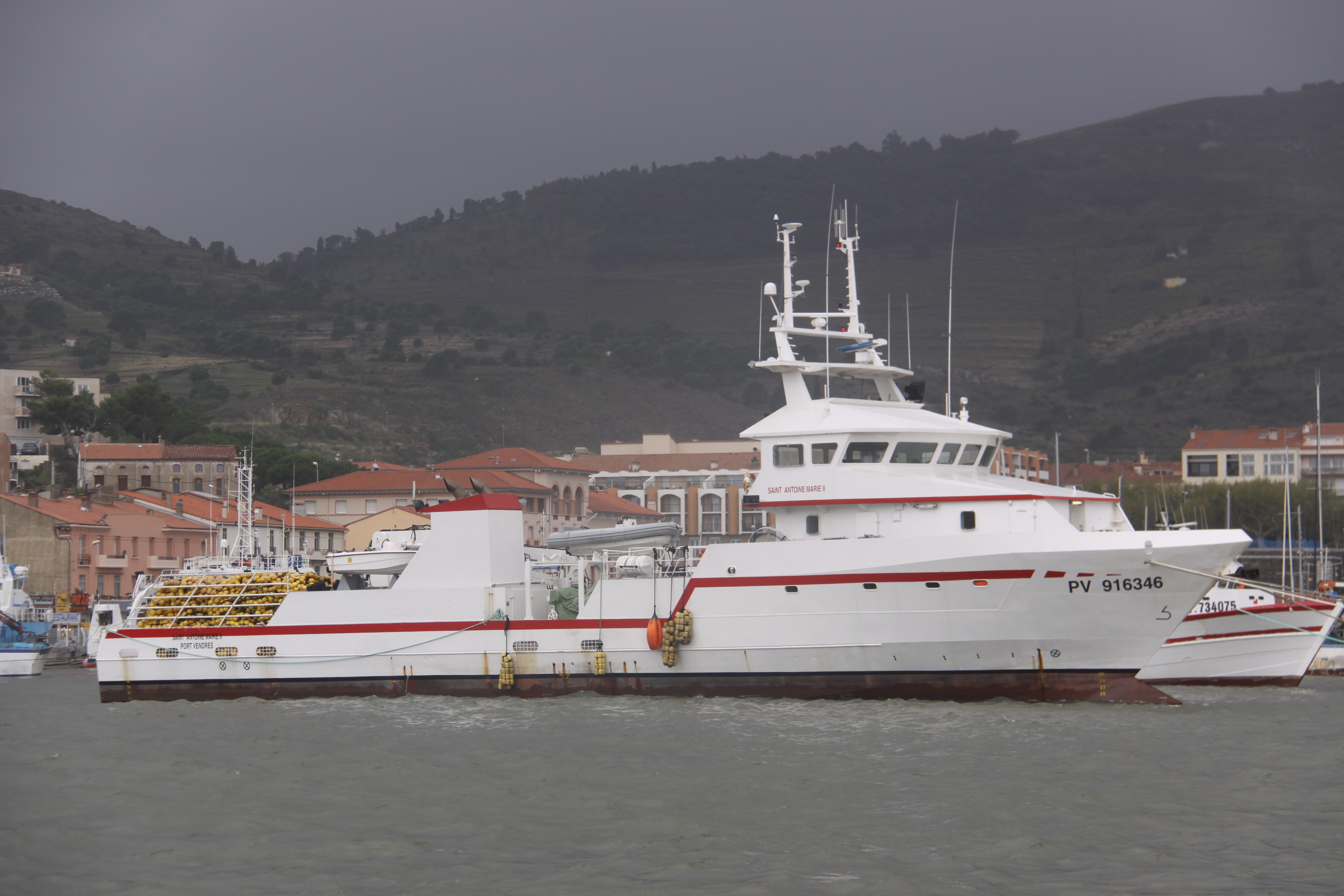
Le Saint Antoine Marie II à Port-Vendres en 2010 (en arrière-plan, le Saint Antoine Marie).

Après un périple depuis la mer Méditerranée en 2012, il revient à Concarneau pour être transformé par ces mêmes chantiers et devenir un baliseur océanique. Dans le cadre de ces travaux, les équipements sont renforcés, et les quartiers de l’équipage réaménagés. Le pont a également été ouvert sur le côté bâbord, pour rendre les tâches de manutention plus aisées.

## Service
Il porte sur sa proue le marquage AEM (Action de l'État en mer) sous la forme de trois bandes inclinées bleu, blanc et rouge.

### Équipement technique
- Treuil
- Guindeau (à l'avant)
- Grue